# Batalla de los Puentes
La batalla de los Puentes (en árabe: معركة الجسور‎), también conocida como la batalla de Jal al Atraf, fue una batalla que tuvo lugar el 2 de agosto de 1990, en Kuwait después de la invasión de Kuwait.

## Nombre
Los puentes a los que se hace referencia son los dos puentes que cruzan la sexta carretera de circunvalación en el cruce con la autopista 70, al oeste de la ciudad kuwaití de Al Jahra. Al Jahra, una ciudad al oeste de la ciudad de Kuwait, se asienta a horcajadas sobre las carreteras desde la frontera de Irak hasta la ciudad de Kuwait. Jal al Atraf es una cresta cercana.

## Antecedentes
El 2 de agosto de 1990, poco después de las 00:00 hora local, Irak invadió Kuwait. Los kuwaitíes fueron tomados por sorpresa. A pesar de la tensión diplomática y la concentración iraquí en la frontera, no se emitieron órdenes centrales a las fuerzas armadas kuwaitíes y no estaban en alerta. Gran parte del personal estaba de licencia ya que el 2 de agosto era el equivalente islámico del Año Nuevo y uno de los días más calurosos del año. Con muchos en licencia, se formaron algunas tripulaciones nuevas a partir del personal disponible. En total, la 35.ª Brigada kuwaití logró desplegar 36 Tanques Chieftain, una compañía de transporte blindado de personal, otra compañía de vehículos antitanque y una batería de artillería. de 7 cañón autopropulsados.
Se enfrentaron a unidades de la Guardia Republicana Iraquí. La '1.ª División Blindada "Hammurabi" constaba de dos brigadas mecanizadas y una blindada, mientras que la 'Medinah' División Blindada constaba de dos brigadas blindadas y uno mecanizado. Estos estaban equipados con T-72s, BMP-1s y BMP-2s, además de tener artillería adjunta. Es importante tener en cuenta que los diversos enfrentamientos fueron contra elementos de estos en lugar de contra las divisiones completamente desplegadas; específicamente la 17.ª Brigada de "Hammurabi", comandada por el general de brigada Ra'ad Hamdani, y la Brigada 14 y Brigada Blindada 10 de Medinah. Otro desafío resultó del hecho de que ni Hamdani ni sus tropas tenían enemistad alguna con los kuwaitíes y, por lo tanto, planeaban minimizar las bajas, militares y civiles. Según su plan, no habría bombardeos preliminares ni "fuego protector (de artillería)". Hamdani llegó al extremo de requerir que sus tanques dispararan solo proyectiles de alto poder explosivo, en lugar de SABOT (Armour Piercing) en un intento de "atemorizar". los ocupantes, pero no destruir el vehículo.”2.

## Batalla
La 35.ª Brigada Blindada de Kuwait del Ejército de Kuwait había sido puesta en alerta a las 22:00 horas del 1 de agosto. Se necesitaron unas ocho horas para equiparse con municiones y suministros; sin embargo, dado el tiempo limitado y la falta de preparación, la brigada tuvo que desplegarse antes de estar completamente abastecida y con menos de la mitad de su artillería preparada. El coronel Salem partió con la compañía antitanque a las 04:30 horas, partiendo el resto de unidades a las 06:00 horas. El campamento estaba a 25 km al oeste de Al Jahra, por lo que se trasladaron al este y se desplegaron al oeste del cruce entre la autopista 70 y la Sexta carretera de circunvalación.
La División Mecanizada "Hammurabi" de la Guardia Republicana Iraquí ya había llegado a Al Jahra. Acercándose desde el norte, su 17.ª Brigada se desplazó por el oeste de Al Jahra, haciendo uso de la Sexta carretera de circunvalación de seis carriles. reconocer ni asegurar sus flancos. Este comportamiento descuidado y la falla constante en el uso de las comunicaciones iban a ser una característica definitoria de las unidades iraquíes en la batalla.
El 7º Batallón de Kuwait fue el primero en enfrentarse a los iraquíes, en algún momento después de las 06:45, disparando a corta distancia para los chieftains (1 km to 1.5 km) y deteniendo la columna. La respuesta iraquí fue lenta e ineficaz. Las unidades iraquíes continuaron llegando al lugar aparentemente sin darse cuenta de la situación, lo que permitió a los kuwaitíes atacar a la infantería aún en camiones e incluso destruir una SPG que aún estaba en su remolque de transporte. De los informes iraquíes, parece que gran parte de la Brigada 17 no se retrasó significativamente y continuó avanzando hacia su objetivo en la ciudad de Kuwait.
A las 11:00, elementos de la División Blindada "Medinah" de la Guardia Republicana Iraquí se acercaron por la carretera 70 desde el oeste, en dirección al campamento de la 35ª Brigada. Una vez más, se desplegaron en columna y, de hecho, pasaron junto a la artillería kuwaití y entre los batallones 7 y 8, antes de que los tanques kuwaitíes abrieran fuego. Teniendo muchas bajas, los iraquíes se retiraron hacia el oeste. Después de que "Medinah" se reagrupara y desplegara, pudieron obligar a los kuwaitíes, que se estaban quedando sin municiones y en peligro de ser rodeados, a retirarse hacia el sur. Los kuwaitíes llegaron a la frontera saudí a las 16:30 y pasaron la noche en el lado kuwaití antes de cruzar a la mañana siguiente.